# Kaakkurijärvet (Jukkasjärvi socken, Lappland, 749925-174533)
Kaakkurijärvet är en sjö i Kiruna kommun i Lappland och ingår i Kalixälvens huvudavrinningsområde.